# British Basketball League 2005-2006
| Squadra                  | Pt | G  | V  | P  | %     |
| ------------------------ | -- | -- | -- | -- | ----- |
| 1. Newcastle Eagles      | 60 | 40 | 30 | 10 | 0.750 |
| 2. Scottish Rocks        | 58 | 40 | 29 | 11 | 0.725 |
| 3. Sheffield Sharks      | 52 | 40 | 26 | 14 | 0.650 |
| 4. London Towers         | 44 | 40 | 22 | 18 | 0.550 |
| 5. Guildford Heat        | 40 | 40 | 20 | 20 | 0.500 |
| 6. Leicester Riders      | 36 | 40 | 18 | 22 | 0.450 |
| 7. Chester Jets          | 34 | 40 | 17 | 23 | 0.425 |
| 8. Brighton Bears*       | 33 | 40 | 17 | 23 | 0.425 |
| 9.= Plymouth Raiders     | 32 | 40 | 16 | 24 | 0.400 |
| 9.= MK Lions             | 32 | 40 | 16 | 24 | 0.400 |
| 11. Birmingham Bullets** | 17 | 40 | 7  | 31 | 0.175 |

- (*) Brighton Bears penalizzato di un punto per aver schierato un giocatore in posizione irregolare.
- (**) Birmingham Bullets penalizzato di un punto per non aver rispettato il regolamento BBL.

## Play-off
|  | Quarter-finals | Quarter-finals   | Quarter-finals   |                |                  | Semi-finals      | Semi-finals | Semi-finals |  |  | Final | Final            | Final |
|  |                |                  |                  |                |                  |                  |             |             |  |  |       |                  |       |
|  | 1              | Newcastle Eagles | 78               |                |                  |                  |             |             |  |  |       |                  |       |
|  | 8              | Brighton Bears   | 74               |                |                  |                  |             |             |  |  |       |                  |       |
|  | 8              | Brighton Bears   | 74               |                | 1                | Newcastle Eagles | 115         |             |  |  |       |                  |       |
|  |                |                  |                  |                | 1                | Newcastle Eagles | 115         |             |  |  |       |                  |       |
|  |                | 5                | Guildford Heat   | 97             |                  |                  |             |             |  |  |       |                  |       |
|  | 4              | 5                | Guildford Heat   | 97             | London Towers    | 81               |             |             |  |  |       |                  |       |
|  | 4              |                  |                  |                | London Towers    | 81               |             |             |  |  |       |                  |       |
|  | 5              | Guildford Heat   | 99               |                |                  |                  |             |             |  |  |       |                  |       |
|  |                |                  |                  |                |                  |                  |             |             |  |  | 1     | Newcastle Eagles | 83    |
|  |                |                  | 2                | Scottish Rocks | 68               |                  |             |             |  |  |       |                  |       |
|  | 2              | Scottish Rocks   | 88               |                |                  |                  |             |             |  |  |       |                  |       |
|  | 7              | Chester Jets     | 70               |                |                  |                  |             |             |  |  |       |                  |       |
|  | 7              | Chester Jets     | 70               |                | 2                | Scottish Rocks   | 101         |             |  |  |       |                  |       |
|  |                |                  |                  |                | 2                | Scottish Rocks   | 101         |             |  |  |       |                  |       |
|  |                | 3                | Sheffield Sharks | 84             |                  |                  |             |             |  |  |       |                  |       |
|  | 3              | 3                | Sheffield Sharks | 84             | Sheffield Sharks | 101              |             |             |  |  |       |                  |       |
|  | 3              |                  |                  |                | Sheffield Sharks | 101              |             |             |  |  |       |                  |       |
|  | 6              | Leicester Riders | 85               |                |                  |                  |             |             |  |  |       |                  |       |

## Verdetti
- Campione del Regno Unito:   Newcastle Eagles (2º titolo)